# Nové Heřminovy (przystanek kolejowy)
Nové Heřminovy – przystanek kolejowy w Novych Heřminovach, w kraju morawsko-śląskim, w Czechach. Leży na linii kolejowej nr 313.